# شمشیر و صندل

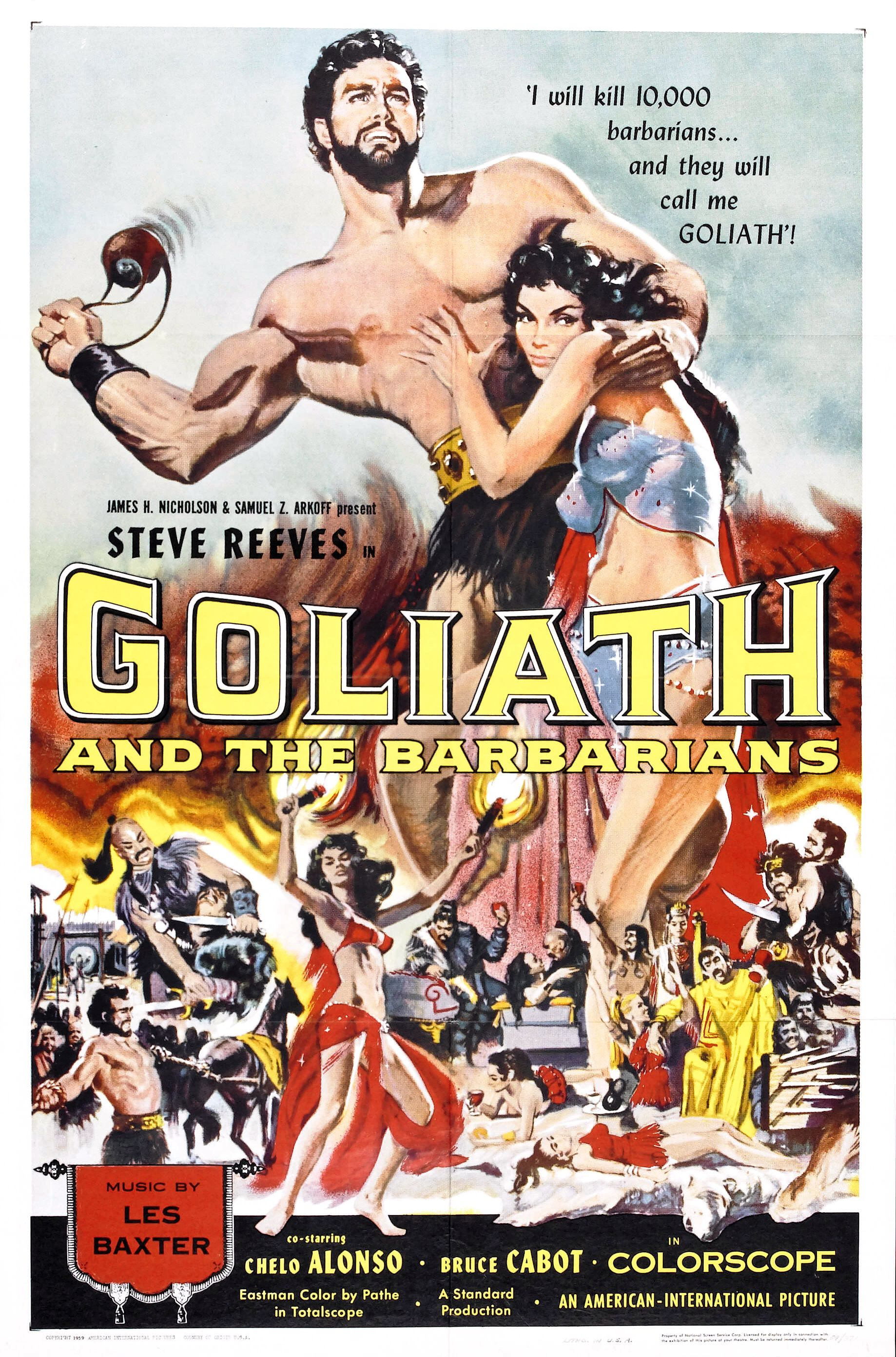
این پوستر برای جالوت و بربرها تصویرگر انتظارات بسیاری از مردم از فیلم‌های این ژانر است

شمشیر و صندل (به انگلیسی: Sword-and-sandal) همچنین به عنوان دامن‌کوتاه (پِپلوم/ج.: پِپلا) نیز شناخته شده، زیر ژانری از حماسه‌های تاریخی یا کتاب مقدس عمدتاً ایتالیایی است که بیشتر در دوره یونان-روم یا قُرونِ وسطایی اتفاق می‌افتد. این فیلم‌ها سعی در تقلید از حماسه‌های تاریخی هالیوودی با بودجه کلان آن زمان، مانند بن هور، کلئوپاترا، کجا می‌روی، ردا، اسپارتاکوس، سامسون و دلیله و ده فرمان دارند. این فیلم‌ها از سال ۱۹۵۸ تا ۱۹۶۵ بر صنعت فیلم ایتالیا تسلط داشتند و سرانجام در سال ۱۹۶۵ فیلم‌های وسترن اسپاگتی و جاس‌اروپایی جایگزین شدند.
اصطلاح «پِپلوم» دامن‌کوتاه (کلمه‌ای لاتین با اشاره به لباس یونان باستان پپلوس) توسط منتقدان فیلم فرانسوی در دهه ۱۹۶۰ معرفی شد. منتقدان سینما از اصطلاحات «پپلوم» و «شمشیر و صندل» به طرزی فروماینده استفاده کردند. بعداً، اصطلاحات مورد علاقه هواداران فیلم‌ها قرار گرفتند، شبیه اصطلاحات «اسپاگتی وسترن» یا «شوت ام آپ». در نسخه‌های انگلیسی آنها، فیلم‌های پپلوم می‌توانند بلافاصله با فیلم‌های «خام‌دست و نامناسب» دوبله زبان انگلیسی از فیلم‌های هالیوودی متفاوت شوند. یک مستند ۱۰۰ دقیقه ای در مورد تاریخ ژانر پپلوم ایتالیا توسط آنتونیو آواتی در سال ۱۹۷۷ با عنوان کولوسال: ماسیس باشکوه (معروف به کینو کولوسال) تولید و کارگردانی شد.
به فیلم‌های حماسی ایتالیایی که در دوران باستان تولید شده‌اند و قبل از موج پپلوم سال ۱۹۵۸ تولید شده‌اند، مانند فابیولا (۱۹۴۹) و اولیس (۱۹۵۴)، پُروتوپلوم گفته می‌شود. و فیلم‌های اخیر ساخته شده در چنین زمان‌های یونانی-رومی (ساخته شده پس از پایان موج پپلوم در سال ۱۹۶۵) نئوپپلوم نامیده می‌شوند.

## کتابشناسی - فهرست کتب
- Diak, Nicholas, editor. The New Peplum: Essays on Sword and Sandal Films and Television Programs Since the 1990s. McFarland and Company, Inc. 2018. شابک ‎۹۷۸−۱−۴۷۶۶−۶۷۶۲−۱ISBN 978-1-4766-6762-1
- Richard Dyer: "The White Man's Muscles" in R. Dyer: White: London: Routledge: 1997: شابک ‎۰−۴۱۵−۰۹۵۳۷−۹
- David Chapman: Retro Studs: Muscle Movie Posters from Around the World: Portland: Collectors Press: 2002: شابک ‎۱−۸۸۸۰۵۴−۶۹−۷
- Hervé Dumont, L'Antiquité au cinéma. Vérités, légendes et manipulations (Nouveau-Monde, 2009; شابک ‎۲−۸۴۷۳۶−۴۳۴-X)
- Florent Fourcart, Le Péplum italien (1946–1966): Grandeur et décadence d'une antiquité populaire (2012, CinExploitation; شابک ‎۲۹۱۵۵۱۷۸۶X)
- Maggie Gunsberg: "Heroic Bodies: The Culture of Masculinity in Peplums" in M. Gunsberg: Italian Cinema: Gender and Genre: Houndsmill: Palgrave Macmillan: 2005: شابک ‎۰−۳۳۳−۷۵۱۱۵−۹
- Patrick Lucanio, With Fire and Sword: Italian Spectacles on American Screens, 1958–1968 (Scarecrow Press, 1994; شابک ‎۰۸۱۰۸۲۸۱۶۲)
- Irmbert Schenk: "The Cinematic Support to Nationalist(ic) Mythology: The Italian Peplum 1910–1930" in Natascha Gentz and Stefan Kramer (eds.) Globalization, Cultural Identities and Media Representations Albany: State University of New York Press: 2006: شابک ‎۰−۷۹۱۴−۶۶۸۴−۱
- Stephen Flacassier: "Muscles, Myths and Movies": Rabbit's Garage: 1994: شابک ‎۰−۹۶۴۱۶۴۳−۰−۲

### فیلم‌های
- The Avenger by Georgia Rivalta. Steve Reeves stars as Aeneas.
- Hercules Unchained (Pietro Francisci, director.)
- The Giant of Metropolis (starring Gordon Mitchell; Umberto Scarpelli, director)
- Hercules and the Tyrants of Babylon (Domenico Paolella, dir.)

### تصاویر و بحث
- بسیاری از چهره‌های هرکول در تئاتر Drive-In برایان
- PEPLVM - Images de l'Antiquité، par Michel Eloy (به فرانسه)
- Cinéma & Histoire: L'Antiquité au Cinéma (به زبان فرانسه)، توسط هرو دومون.
- http://www.sinistercinema.com (منبع دی وی دی‌های peplum)
- http://www.somethingweird.com (منبع دی وی دی‌های peplum)
- http://www.santoandfriends.com ؛ (فیلمبرداری فیلمهای عضلانی مکزیکی)